# Turner (Michigan)
Turner è un villaggio degli Stati Uniti d'America, situato nello Stato del Michigan, nella contea di Arenac.